# خلیج سلوی

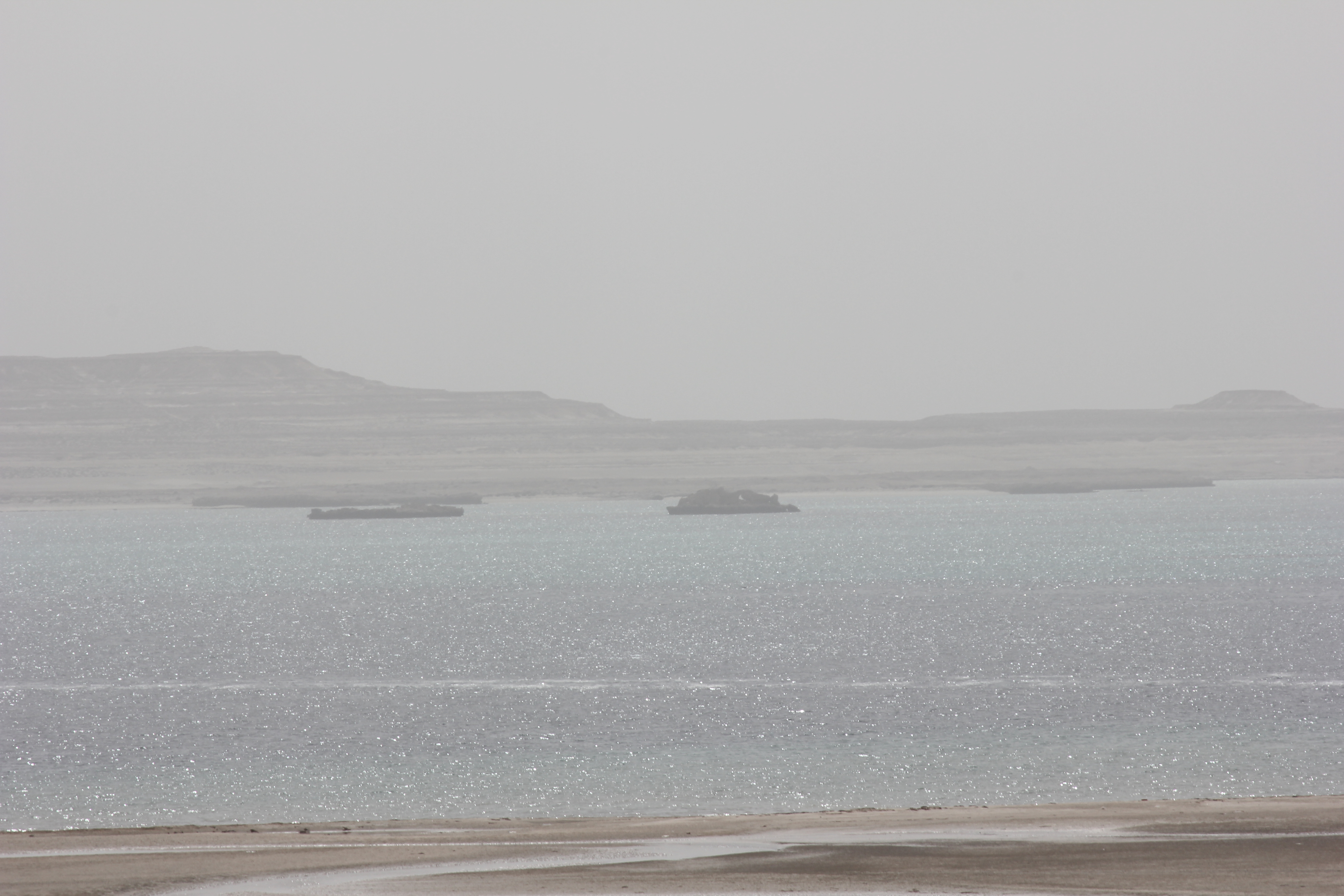
پهنه آبی جداکننده قطر و عربستان

خلیج سلوی بخش جنوبی خلیج بحرین در خلیج فارس است که به‌شکل زبانه باریکی از آب، شبه‌جزیره قطر را از عربستان سعودی جدا می‌کند. مرز غربی این خلیج ساحلی پوشیده از درختان نخل و نیزار است. شرق این خلیج را صخره‌ها و تپه‌های کم‌ارتفاع پوشانده و در انتهای جنوبی آن تلماسه‌ها و کفه‌های نمکی وجود دارد.
طول خلیج سلوی حدود ۸۰ کیلومتر و عرض آن در پهن‌ترین نقطه حدود ۲۰ کیلومتر است. عربستان سعودی در غرب و قطر در شرق این خلیج قرار دارند. بخش شمالی این خلیج محل تجمع رسوبات و صخره‌های مرجانی است که این وضعیت ناشی از اختلاف کم جزر و مد در خلیج فارس (حدود ۰٫۵ متر) و شوری آب بالای آن است که در نتیجه آن، با تبخیر آب از سطح دریا، آب با شوری کمتر جایگزین آن نمی‌شود.